# Leggio

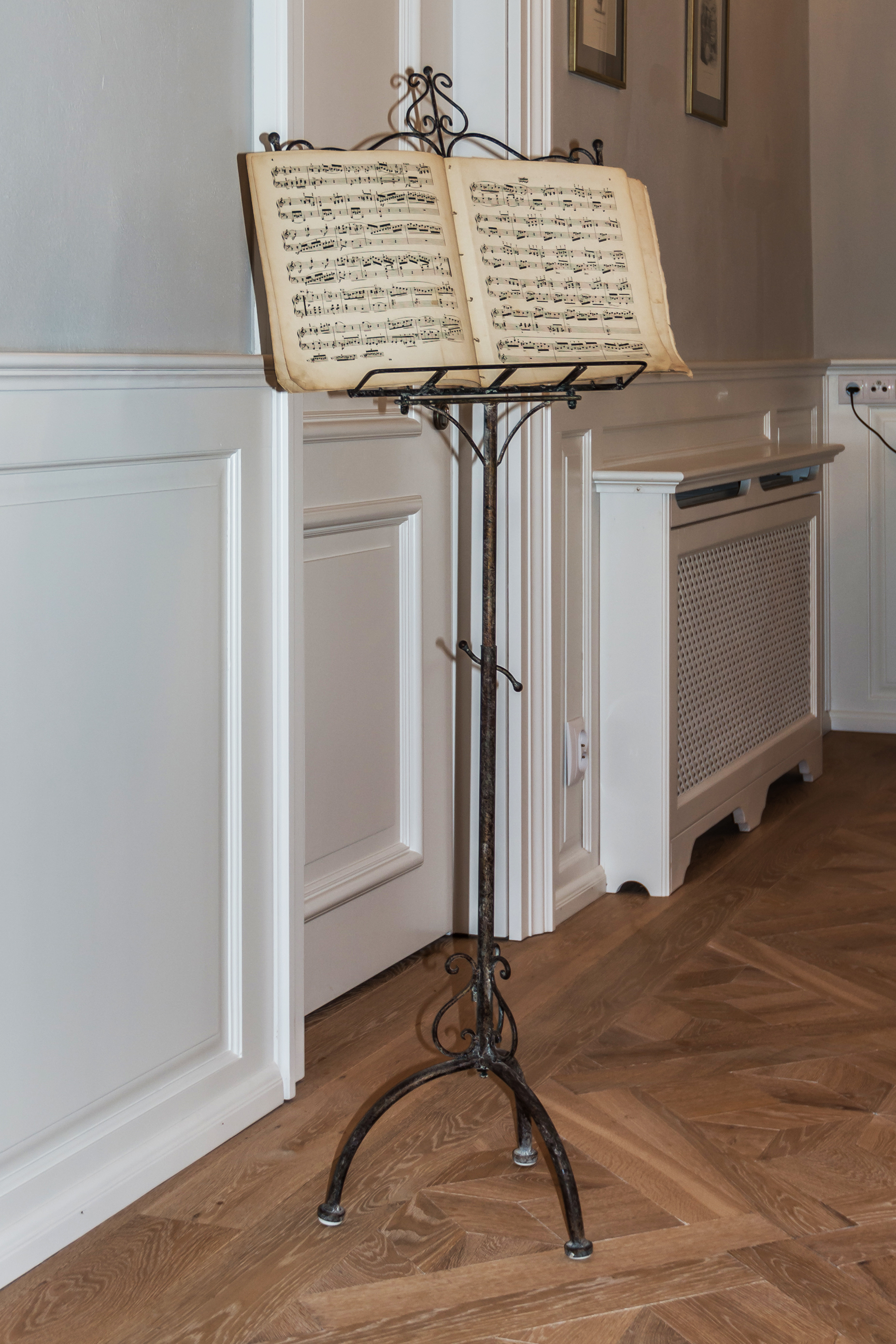
Un leggio

Un leggìo è un cavalletto di varia forma, grandezza e fattura, con un piano inclinato fissato all'estremità superiore, pensato per sorreggere dei fogli di carta (comunemente un libro o degli spartiti musicali), così che il lettore possa leggerli senza doverli tenere in mano. 
Possono essere realizzati in una varietà di materiali, tra cui legno, metallo e plastica. Alcuni leggìi sono regolabili in altezza, mentre altri sono fissi. I leggìi possono essere dotati di una varietà di caratteristiche, tra cui un portapenne, un portalibri e un porta spartiti.
Esistono diversi tipi di leggìi, tra cui:
- Leggìi da studio: sono i leggìi più comuni e sono utilizzati per sostenere libri e spartiti musicali durante lo studio.
- Leggìi portatili: sono leggìi leggeri e compatti che possono essere facilmente trasportati. Sono spesso utilizzati da studenti e musicisti.
- Leggìi da chiesa: sono leggìi utilizzati per sostenere la Bibbia durante le funzioni religiose.
- Leggìi da palco: sono leggìi utilizzati dai musicisti per sostenere gli spartiti durante le esibizioni.

## Leggìo musicale
I leggìi musicali, molto utilizzati in ambito orchestrale, hanno la particolarità di essere ampiamente regolabili in altezza e inclinazione, così da permettere una lettura ottimale dello spartito sia da seduti che da in piedi. La grande utilità del leggìo è quella di consentire all'utilizzatore di avere le mani libere per suonare lo strumento o condurre mentre legge lo spartito. Molte tipologie di tastiere sono equipaggiate con un leggìo incorporato e removibile. In alcuni casi il leggìo è usato anche da cantanti o coristi.  Con l'avvento del computer si è adottato anche il leggio elettronico, un software che serve ai musicisti prima e durante le performance per gestire le pagine del proprio repertorio musicale.